# Habichtstraße
Habichtstraße – stacja metra hamburskiego na linii U3. Stacja została otwarta 23 czerwca 1930. Znajduje się w dzielnicy Barmbek-Nord.

## Położenie
Stacja Habichtstraße jest stacją położoną na nasypie kolejowym. Znajduje się przy ulicy Habichtstraße, koło skrzyżowania ze Steilkooper Straße.